# 四川石蝴蝶
四川石蝴蝶（学名：Petrocosmea sichuanensis）为苦苣苔科石蝴蝶属下的一个种。其种加词“sichuanensis”意为“四川的”。